# Neospastis
Neospastis is een geslacht van vlinders van de familie sikkelmotten (Oecophoridae), uit de onderfamilie Xyloryctinae.

## Soorten
- N. calpidias Meyrick, 1917
- N. encryphias (Meyrick, 1907)
- N. ichnaea (Meyrick, 1914)
- N. sinensis Bradley, 1967